# Max Rüedi

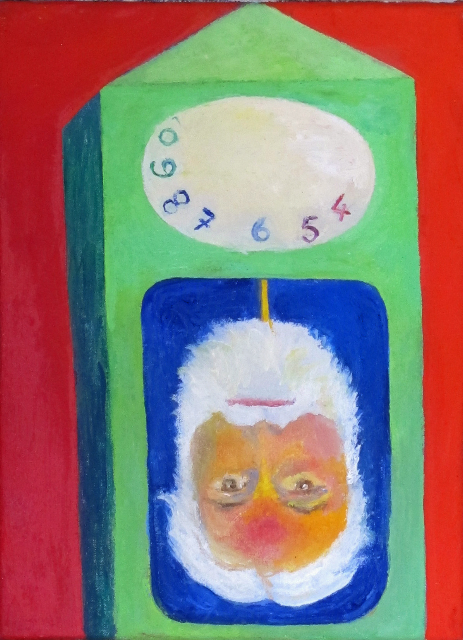
Selbstportrait von Max Rüedi, 2013

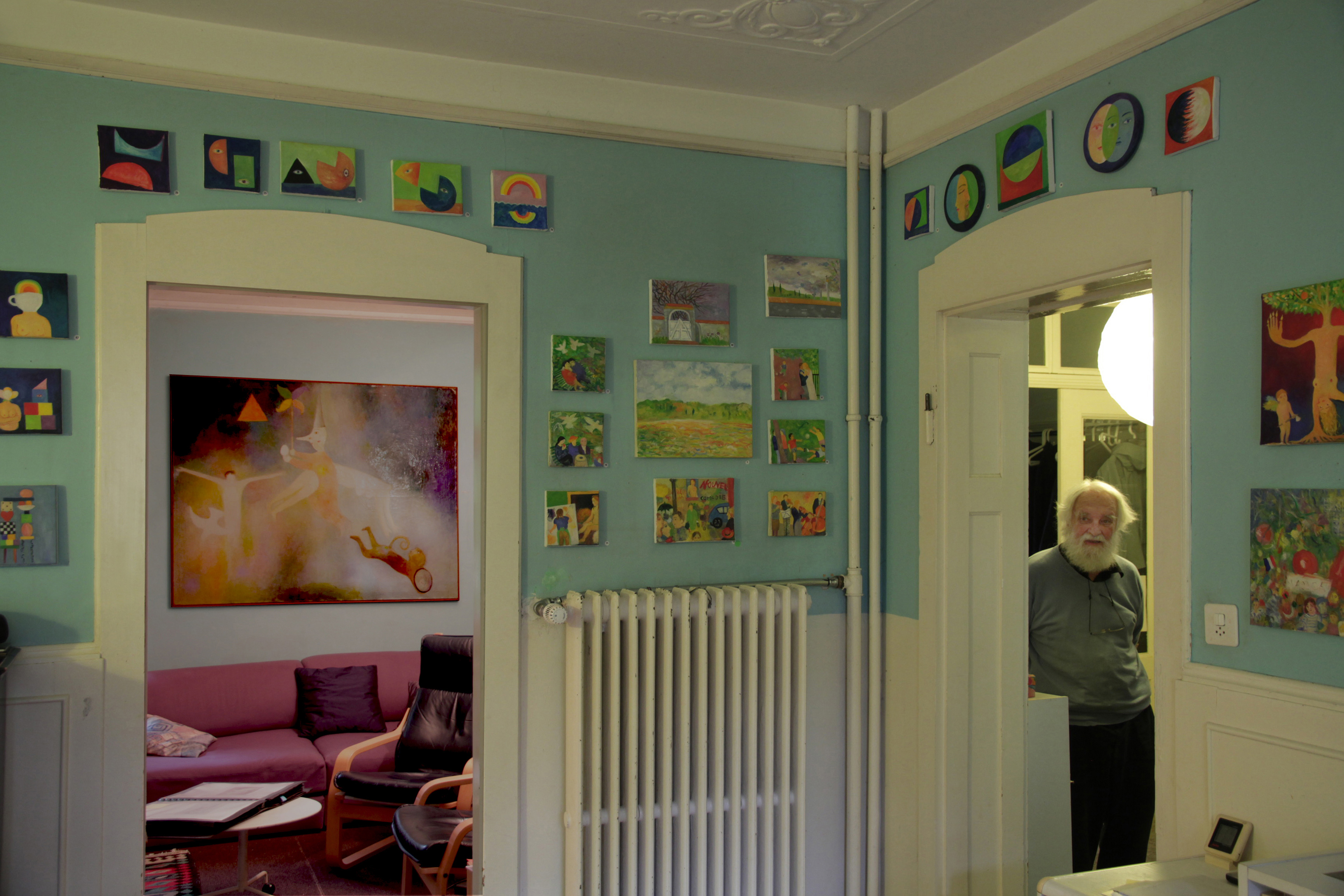
Das Bilderhaus von Max Rüedi, Aufnahme 2013

Max Johann Rüedi (* 29. März 1925 in Zürich; †  7. Juni 2019 ebenda) war ein Schweizer Kunstmaler, der mit seinen sakralen Werken den modernen katholischen Kirchenbau in der Deutschschweiz mitprägte.

## Leben
Max Rüedi wuchs in Zürich auf und erhielt seine höhere schulische Ausbildung in der Klosterschule Engelberg und am Kollegium Schwyz. Nach der Matura im Jahr 1945 studierte er zunächst Germanistik und Philosophie an der Universität Zürich, danach Philosophie in Paris, Rom, Wien und München. Angeregt durch Être et avoir (Sein und Haben, 1935) von Gabriel Marcel promovierte Rüedi im Jahr 1950 mit einer Arbeit zu Thomas von Aquin bei Alois Dempf in Wien und München.
In diesen Jahren verlagerte Rüedi sein Interesse immer mehr auf die Malerei und beschloss, Kunstmaler zu werden. In Paris lernte er bei Johnny Friedländer die Radierungstechnik und während seines Stipendiums am Schweizer Institut in Rom 1955–1958 an der staatlichen Akademie die Freskotechnik bei Ferruccio Ferrazzi. Im Jahr 1966 heiratete er Griete Mattes († 5. Februar 2019). Sie hatten vier Kinder. Ab 1945 lebte er in einem Haus in Zürich-Oberstrass, das im Laufe seiner künstlerischen Tätigkeit zu einem Bilderhaus geworden ist.

## Künstlerische Schwerpunkte
Einen Schwerpunkt seines Werks bildete die Auseinandersetzung mit Fragen der Religion und der Spiritualität. Während 40 Jahren seines Schaffens hatte Rüedi bei der künstlerischen Ausgestaltung moderner katholischer Kirchen im deutschsprachigen Teil der Schweiz mitgewirkt. Die künstlerischen Werke in den Kirchen «versuchen, das göttliche Geheimnis erahnen zu lassen»" Ruedis Bilder sind jedoch nicht unmittelbar mit Aussagen über Gott aus der Bibel zu vergleichen, «denn sie illustrieren nicht bloss biblische Geschichten und Verse, sondern befragen sie auch, so als wüsste der Mensch nie Genaueres über Gott und müsste Gott stets staunend neu erfahren.»

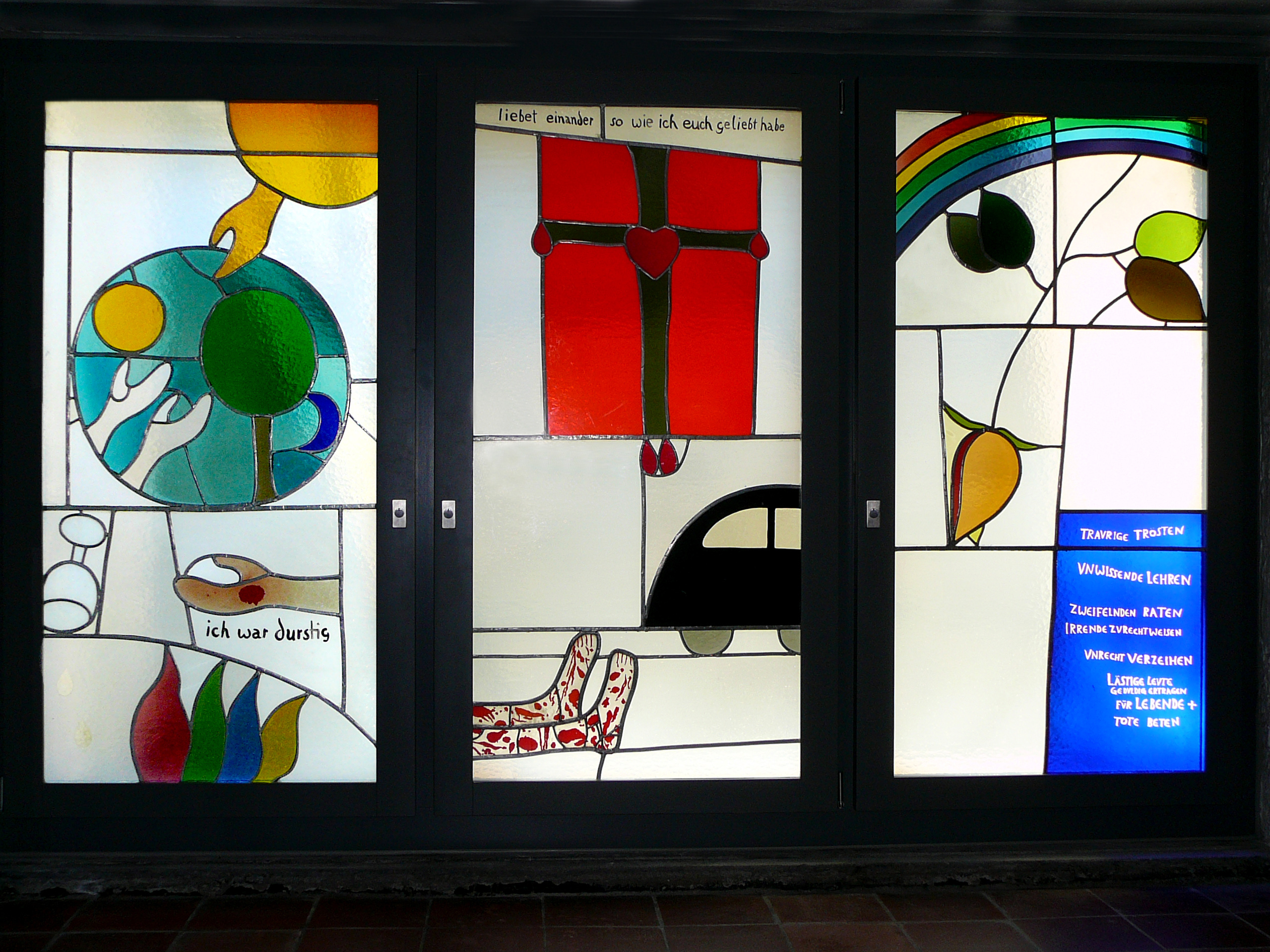
Glasfenster Krypta Bruder Klaus, Zürich, 1963
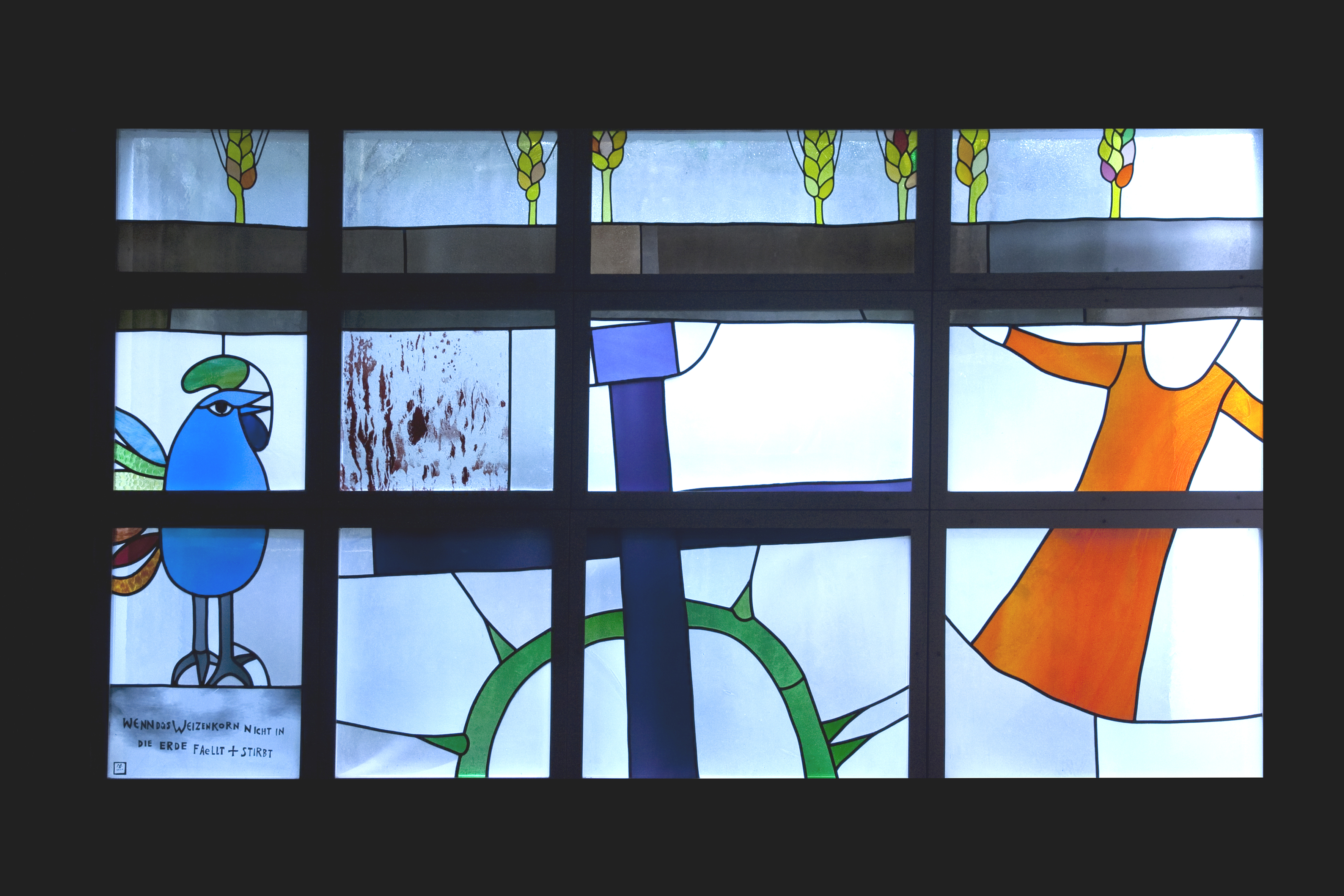
Glasfenster Krypta Allerheiligen, Zürich, 1964
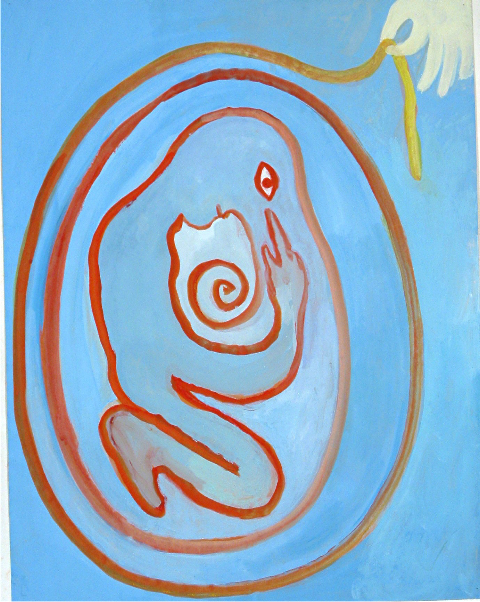
Nasengrübler. Gouache, Papier, 1976
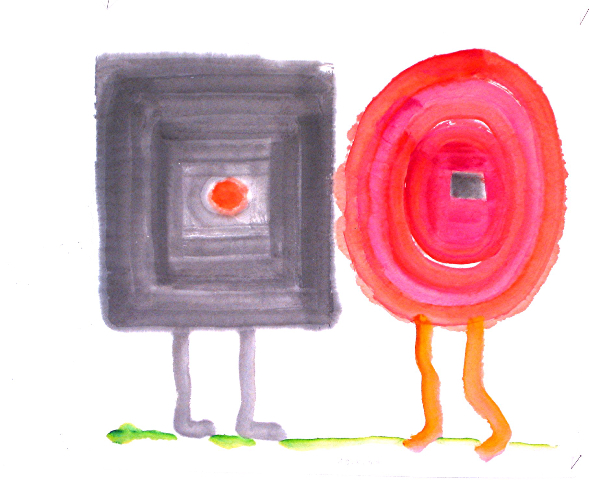
Kontakte. Aquarell, 1995

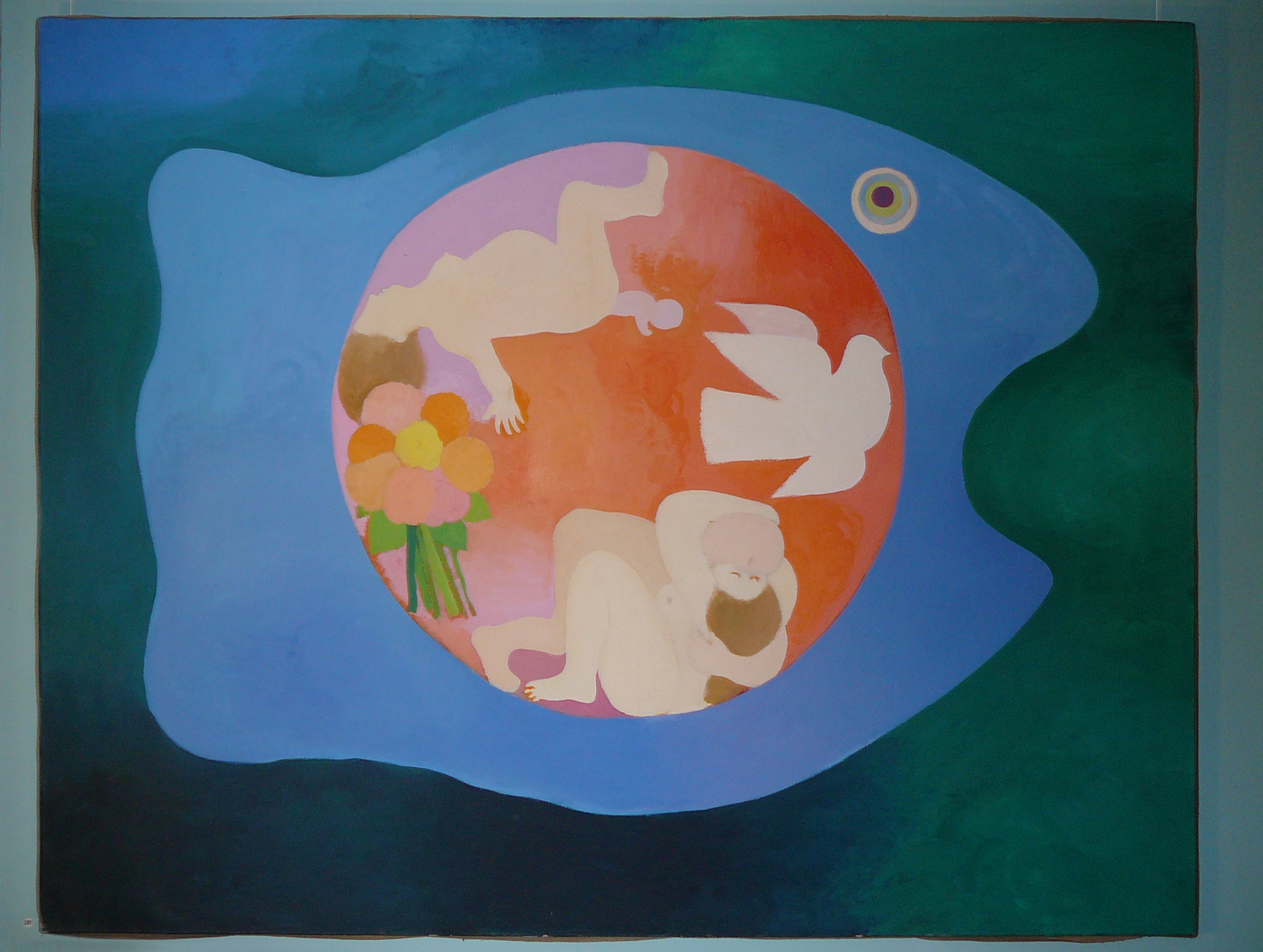
Grosser Fisch. Acryl, Leinwand, 146 × 115 cm, 1970 und 1972

Ein zweites zentrales Thema in den Arbeiten von Rüedi war der Mensch beiderlei Geschlechts «mal mit Humor, mal mit Trauer gesehen als homo lapsus, der mit etlichen Rissen, Verrenkungen, Mängeln und (kuriosen) Eigenheiten in der Welt und in Beziehung zu leben versucht».

## Kunstgeschichtliche Einordnung
Ab 1950 unternahm Max Rüedi Studienreisen in verschiedene Länder (z. B. Italien, Spanien, Grossbritannien, Marokko, Tunesien, Türkei, Israel, Australien, Indien und China). Diese Reisen gaben dem künstlerischen Werk von Max Rüedi jeweils neue Impulse. So vereint das Werk von Max Rüedi europäische und fernöstliche Elemente. Kunstgeschichtlich lassen sich Verwandtschaften mit einigen europäischen Stilen und Bildsprachen des 20. Jahrhunderts finden, etwa denjenigen von Paul Klee, Marc Chagall, Max Ernst oder dem Symbolismus eines Odilon Redon. Fernöstliche Elemente greift besonders das spätere Werk von Max Rüedi auf, «aus der chinesischen und indischen Malerei, aber auch Bildfindungen des Mittelalters und der Renaissance dienten ihm als wichtige Inspirationsquellen».
Max Rüedis philosophische Neugier liess ihn neue Ausdrucksformen finden, die über begriffliche Festlegungen hinausweisen: Bilder sind für Max Rüedi Mittel und Sprache geworden. Mit künstlerischer Phantasie schuf er Werke, die die Vielfalt des menschlichen Miteinanders zeigen, «das aussichtslose Gerangel um Harmonie, den hoffnungslosen Versuch, darin das Geheimnis göttlichen Wirkens zu ergründen». Diese weltlichen Bilder, Zeichnungen, Radierungen und Gemälde wollen das Unverstehbare «als fröhlich-freche Menschlichkeit und Geheimnis der Schöpfung» aufzeigen.

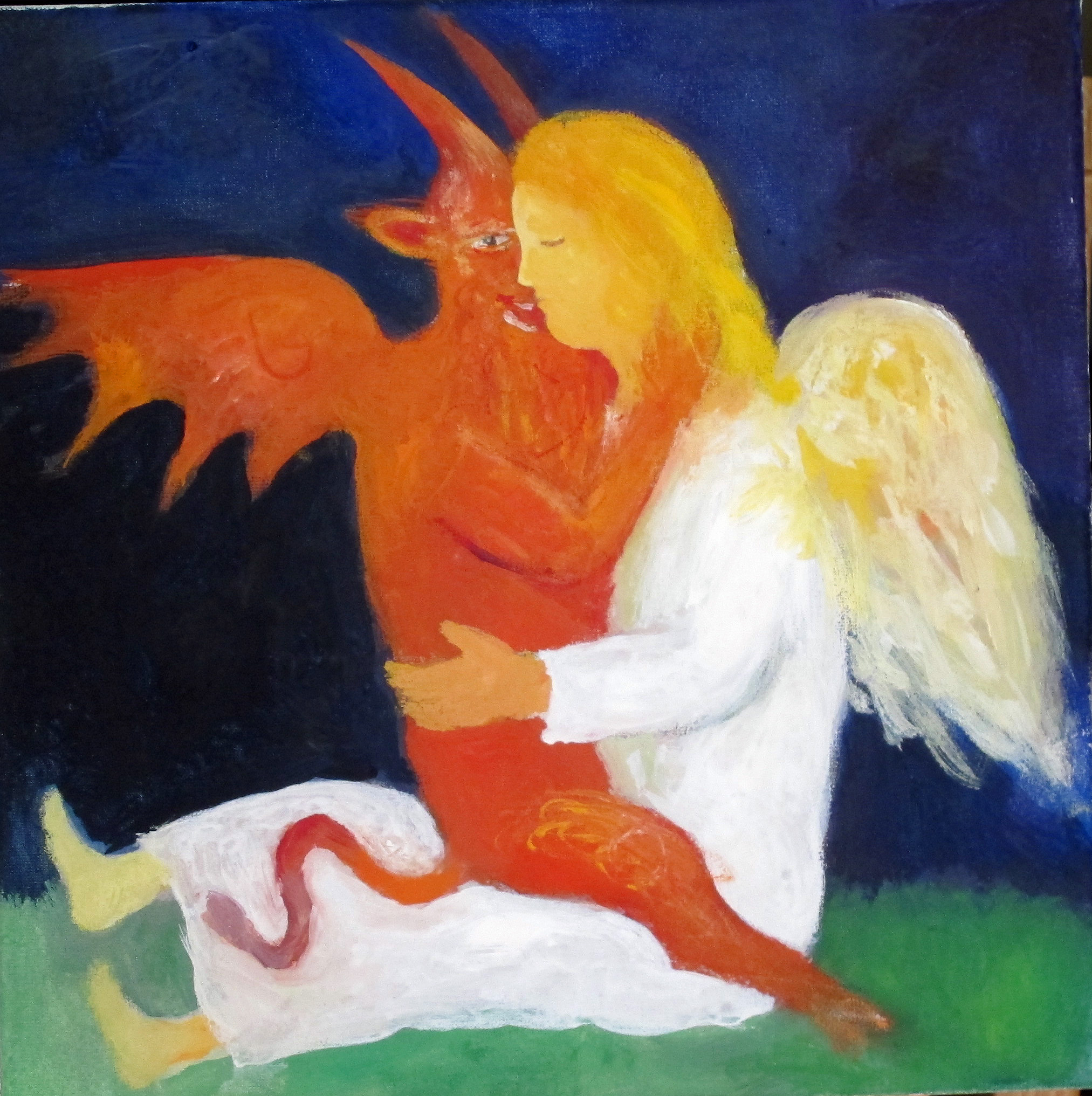
Teufel, Engel. Eitempera, Baumwolle, 2013
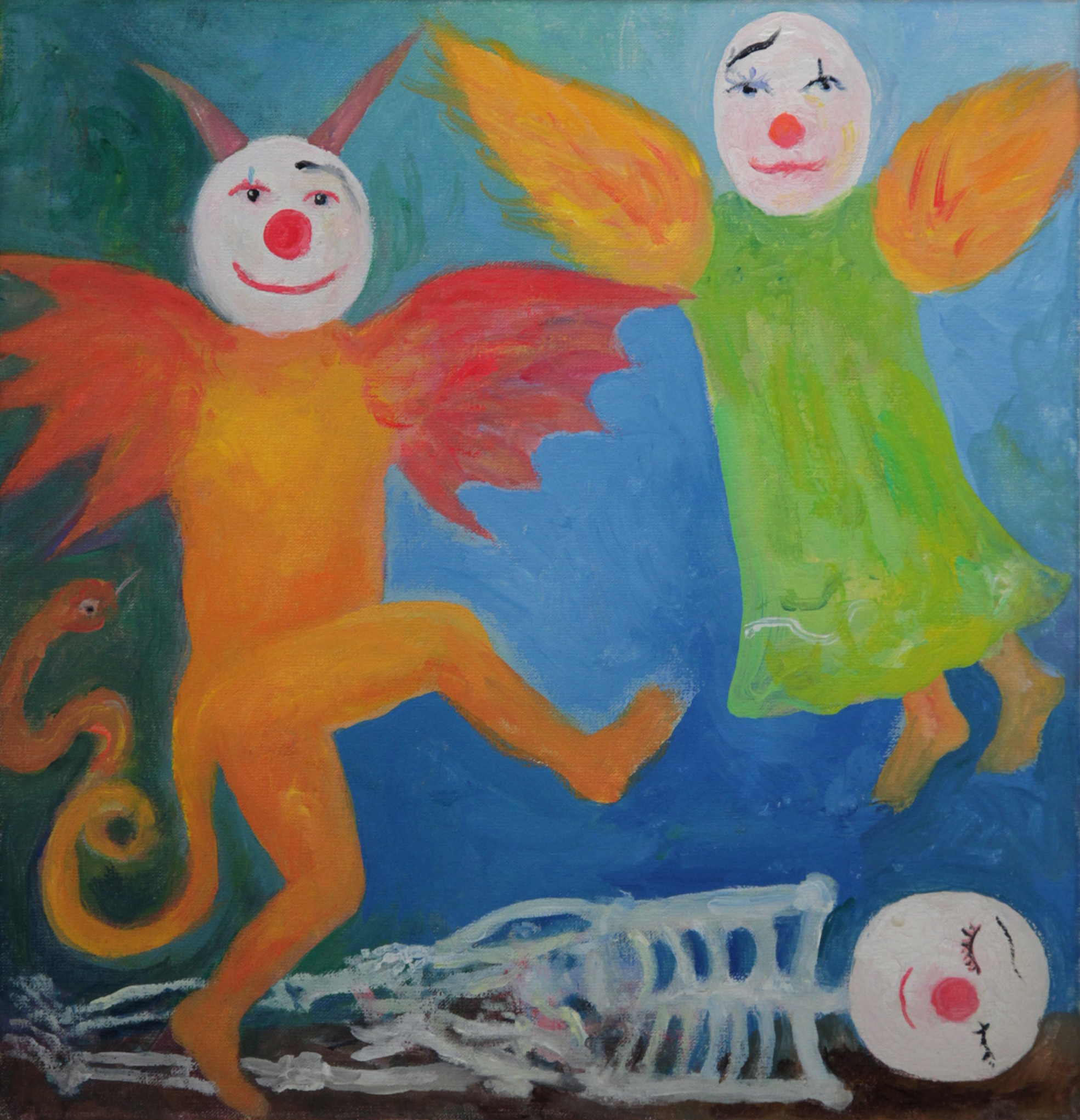
Clown, Tod, Teufel, Engel. Eitempera, Baumwolle, 2011

## Werke im öffentlichen Raum (Auswahl)
- 1961: Kirche Bruder Klaus (Zürich-Unterstrass): Farbfenster in der Krypta
- 1963–1967: Kirche St. Christophorus Wangen an der Aare: Farbfenster
- 1964: Kirche Allerheiligen (Zürich-Neuaffoltern): Farbfenster der Krypta
- 1965: Kirche Heiligkreuz Künten AG: Farbfenster
- 1966: Kirche St. Michael Zollikerberg ZH: Farbfenster
- 1967: Kapelle Florentinum Arosa GR: Farbfenster
- 1967: Lazariterkirche Gfenn bei Dübendorf ZH: Portal
- 1967–1968: Schulhaus Staudenbühl Zürich-Seebach: Wandmalereien und Gestaltung der Schulzimmertüren
- 1969: Dominikanerinnenkloster Ilanz GR: Bemalung der Kirchendecke und Glasfenster der Kirche
- 1971–1973: Kirche St. Franziskus (Zürich-Wollishofen): 27 Farbfenster zum Sonnengesang des Hl. Franz von Assisi
- 1974: Kirche St. Martin (Zürich-Fluntern): Email-Portal zum Kirchgemeindesaal
- 1977–1978: Kirche St. Konrad Kronbühl SG: Gestaltung von Altar, Ambo und Tabernakel
- 1978–1979: Kirche St. Theresia (Zürich-Friesenberg): Gestaltung der Werktagskapelle (Altar, Leuchter, Wandmalerei und sechs Farbfenster)
- 1982–1983: Liebfrauenkirche (Zürich): Farbfenster der Krypta
- 1984: Städtische Überbauung Limmatstrasse Zürich: Farbfenster in Cafeteria und Foyer
- 1986–1988: Kirche des Universitätsspitals Zürich: Farbfenster und Emailarbeiten
- 1992–1995: Kirche Christ-König Biel-Mett BE: Wandmalereien
- 1992–1993: Dominikanerinnenkloster Ilanz GR: Wandmalerei und Farbfenster im Meditationsraum des Gästehauses
- 1997–1998: Liebfrauenkirche Zürich: Wandmalerei und Tafelbilder des Kirchgemeindesaals
- 1998–1999: Reformierte Kirche Aeugst am Albis: Wandmalerei Brennender Dornenbusch[13]
- 2000: Kirche Bruder Klaus Zürich-Unterstrass: Meditationsbild des Hl. Nikolaus von Flüe

## Ausstellungen (Auswahl)
- 1955: Galerie Chardin, Paris
- 1956: Instituto Svizzero, Rom
- 1961: Strauhof, Zürich
- 1972: Kunstverein Bernerhaus, Frauenfeld
- 1975: Kornhaus, Bremgarten
- 1976: Vontobel, Meilen
- 1979: Museum Bruder Klaus, Sachseln
- 1986: Rathaus Loggia, Assisi
- 1986: Strauhof, Zürich
- 1987: Galerie am Hinterberg, Zürich
- 1988: Schloss Wartensee, Rorschacherberg
- 1989: Gemeinschaftsausstellung GSMBA, Bregenz
- 1990: RomeroHaus, Luzern
- 1990: Theologische Fakultät, Luzern
- 1991: Limi, Greifensee
- 1993: Theologisches Seminar der Universität Zürich
- 1995: Evangelische Hochschulgemeinde EHG, Zürich
- 1996: Kirchgemeindehaus Hottingen, Zürich
- 1996–1997: Romerohaus, Luzern
- 2005: Kirche Balgrist, Zürich
- 2008: Paulus-Akademie, Zürich
- 2010: Propstei Wislikofen
- 2014/2015: Reformiertes Kirchgemeindehaus Zürich-Oerlikon, Weltlich? Heilig? Menschlich!
- 2017: Katholische Kirche Duggingen BL
- 2021: Atelier Lindenstrasse Winterthur, Frühe Werke von Max Rüedi

- 1973: Erste Hausausstellung an der Frohburgstrasse 92, Zürich. Weitere Hausausstellungen folgten in den Jahren: 1974, 1976, 1981, 1983, 1985, 1989, 1992, 1997, 1999, 2000, 2002, 2004, 2005, 2007, 2011, 2013.

## Publikationen
- Prolegomena zu einer Philosophie des Habens über S. Thomas Aquinas. Dissertation. Wien/München 1950.
- Tages-Anzeiger-Magazin, wöchentliche Kolumnen-Illustrationen 1988–1989.
- Cantico di frate sole. (ital. Text, Illustrationen von Max Rüedi), ohne Ortsangabe, 1986.
- … rätselhaft, wie in einem Spiegel. Aquarelle, Zeichnungen, Radierungen. Zürich 1996.